# Клаудия Серано
Клаудия Серано (на италиански: Claudia Serrano) е италианска журналистка и писателка на произведения в жанра любовен роман.

## Биография и творчество
Клаудия Серано е родена през 1984 г. в Бари, Италия. Завършва с бакалавърска степен италианска филология. След дипломирането си работи като журналистка на свободна практика. Като журналистка печели няколко награди, включително „Наградата за журналистика Франко Сорентино“ за разследването, проведено за света на слепите в град Бари. Посещава курса за напреднали по управление на библиотеките в италианското училище за търговци на книги в Орвието, след което работи като управител на книжарница.
Първият ѝ роман „Никога вече тъй близка“ е издаден през 2015 г. Главната героиня Антония е обикновено момиче от малко градче в Южна Италия, което мечтае да напише книга. Отива в Милано, за да пише и работи в книжарница, където среща издателя Виторио. Тя се влюбва в него, но ѝ предстои да изживее една трудна до невъзможност връзка. Серано посвещава романа си на децата със синдрома на Даун и дарява част от приходите от продажбите му на кампанията „Всички на море“ за осигуряване на достъп до море на хора в неравностойно положение.

## Произведения

### Самостоятелни романи
- Mai più così vicina (2015)[1][2][3]
Никога вече тъй близка, изд.: ИК „Хермес“, Пловдив (2016), прев. Наталия Христова